# Platform Controller Hub

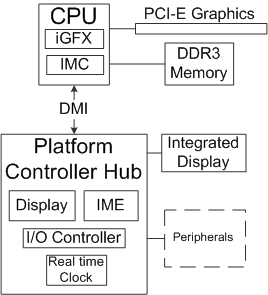
Schemat blokowy architektury chipsetu opartej na koncentratorze kontrolera platformy

Platform Controller Hub (PCH) – rodzina jednoukładowych chipsetów firmy Intel, wprowadzonych po raz pierwszy w 2009 roku. Jest następcą architektury Intel Hub, która wykorzystywała 2 układy — mostek północny i południowy, i po raz pierwszy pojawiła się w 5 serii.
PCH steruje niektórymi ścieżkami danych i funkcjami pomocniczymi używanymi w połączeniu z procesorami firmy Intel. Należą do nich taktowanie, Flexible Display Interface (FDI) i Direct Media Interface (DMI), chociaż FDI jest używany tylko wtedy, gdy chipset ma obsługiwać procesor ze zintegrowaną grafiką. W związku z tym funkcje we/wy są ponownie przydzielane między tym nowym centralnym koncentratorem a procesorem w porównaniu z poprzednią architekturą: niektóre funkcje mostka północnego i kontrolera pamięci, zostały zintegrowane z procesorem, podczas gdy PCH przejął pozostałe funkcje oprócz tradycyjnych ról mostka południowego. AMD ma swój odpowiednik dla PCH, znany po prostu jako chipset, który nie używa już poprzedniego terminu koncentrator kontrolera Fusion od czasu wydania architektury Zen w 2017 roku.

## Przegląd
Architektura PCH zastępuje poprzednią architekturę Hub firmy Intel, a jej projekt rozwiązuje ewentualne problemy z wąskim gardłem wydajności między procesorem a płytą główną. Z biegiem czasu szybkość procesorów stale rosła, ale przepustowość magistrali FSB (połączenie między procesorem a płytą główną) nie rosła, co skutkowało wąskim gardłem wydajności. 

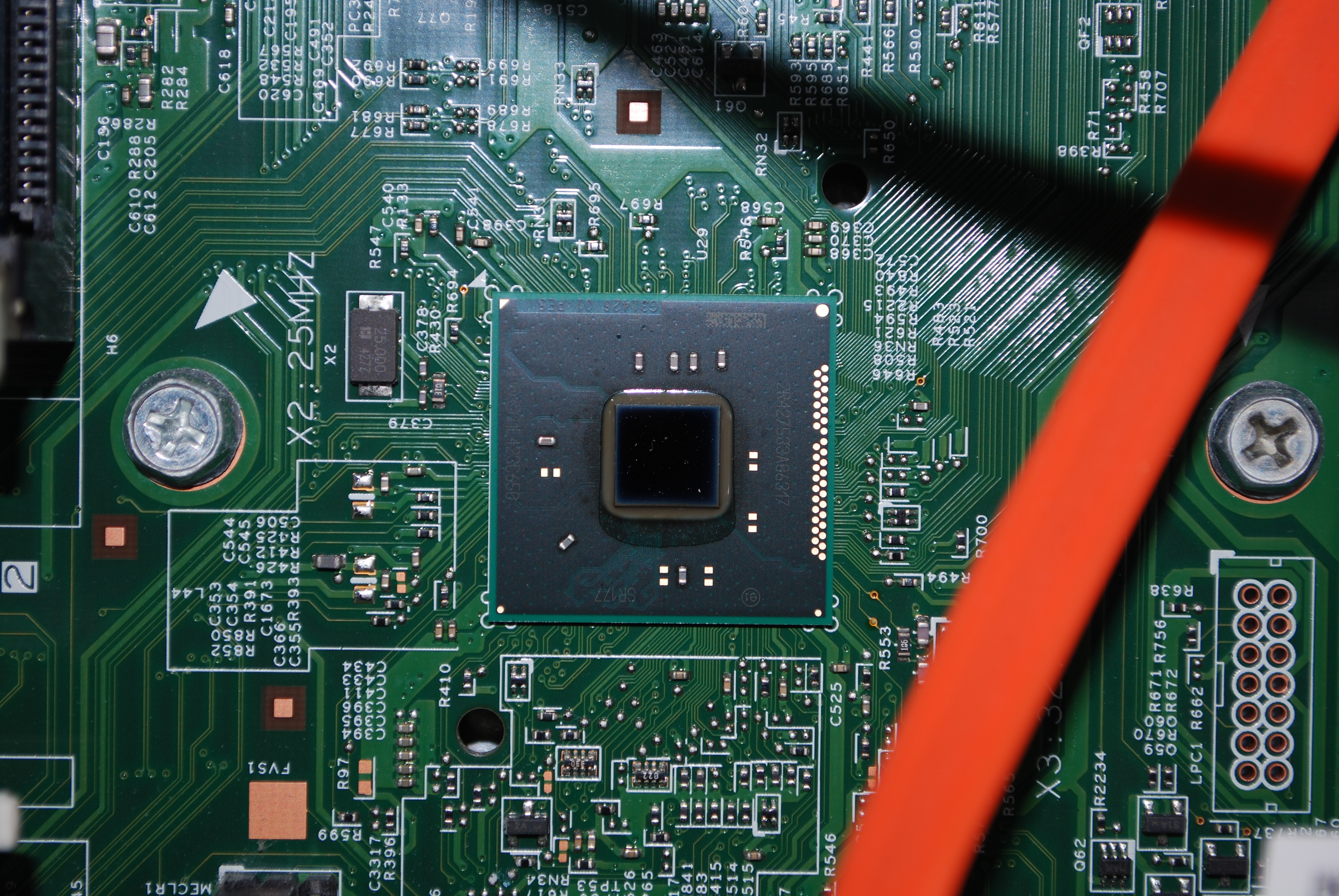
Intel DH82H81 PCH z odsłoniętą matrycą

W architekturze Hub płyta główna miałaby 2-częściowy chipset składający się z układu mostka północnego i układu mostka południowego. Aby rozwiązać problem wąskiego gardła, przeorganizowano kilka funkcji należących do tradycyjnych chipsetów mostka północnego i południowego. Mostek północny i jego funkcje są teraz całkowicie wyeliminowane: kontroler pamięci, linie PCI Express dla kart rozszerzeń i inne funkcje mostka północnego są teraz włączone do matrycy procesora jako agent systemowy (Intel).

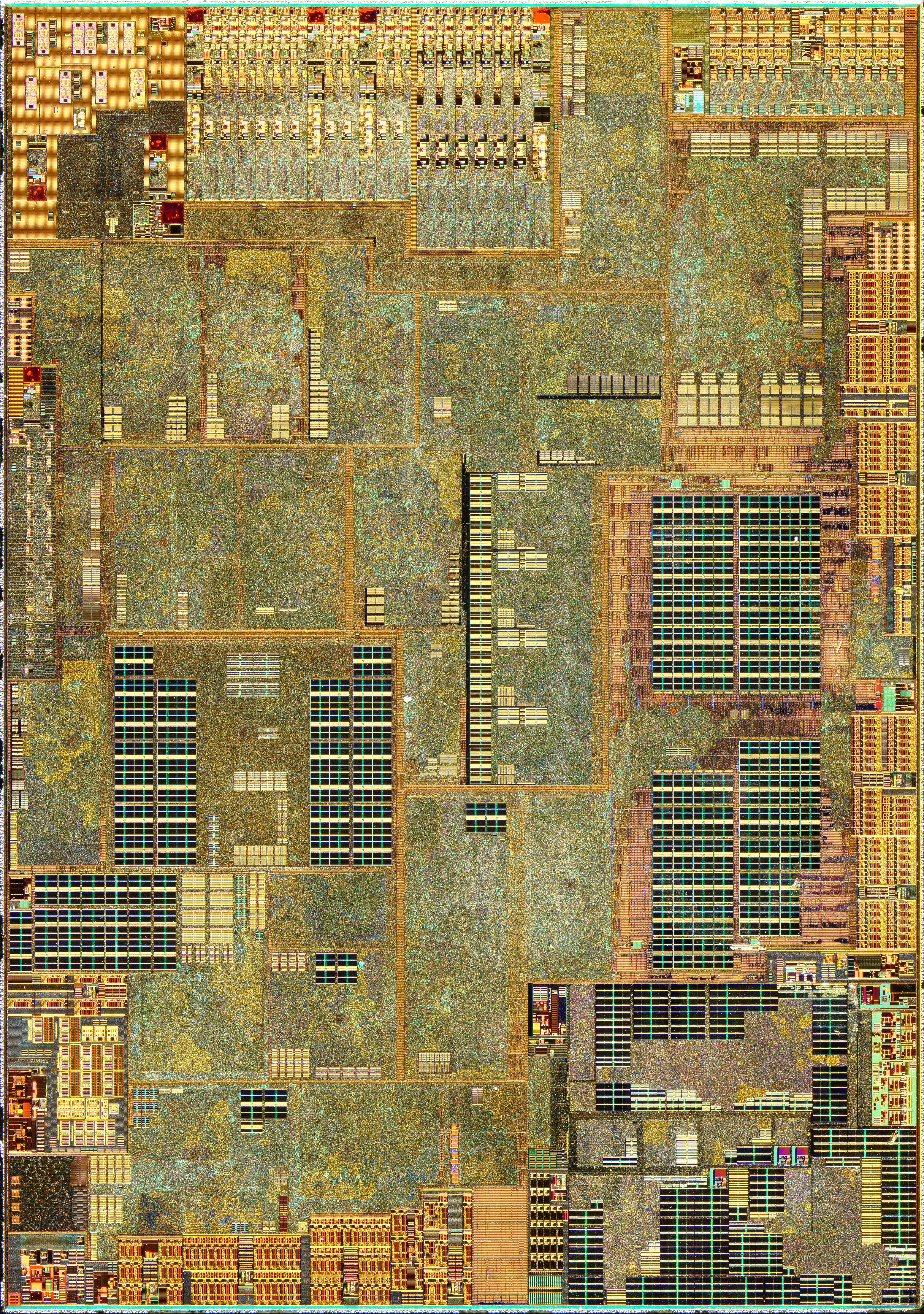
Matryca koncentratora kontrolera platformy Intel Cannon Lake